# Registre national des refus
Le registre national des refus est une base de données française centralisant la liste de personnes ayant exprimé leur refus au prélèvement post-mortem d'organe, de tissus et/ou d'autopsie (à but non-judiciaire). L'Agence de la biomédecine, qui tient celui-ci, doit rendre chaque année un rapport sur ses activités et son fonctionnement au ministre chargé de la santé.

## Principe
Toute personne ayant au moins 13 ans et voulant exprimer officiellement son refus au prélèvement peut avoir recours au registre national des refus. Elles peuvent alors faire savoir dans quelles mesures leur refus est applicable. L'interdiction pourra concerner les prélèvements à but thérapeutique et/ou scientifique. Les autopsies à but judiciaire sont exclues de l'autorité de ce registre et seules celles à but diagnostic peuvent être prohibées.

## Informations complémentaires
L'inscription au registre national des refus se fait à l'aide d'un formulaire en ligne à envoyer à l'Agence de biomédecine. Vous recevrez ensuite, si vous le désirez, une attestation d'inscription.
Toute information que la personne souhaiterait préciser, comme le refus partiel du prélèvement d'organes, doit se faire par papier libre à l'adresse de l'Agence de la biomédecine. La personne est également en mesure d'informer ses proches qui se chargeront d'informer les médecins ; dans ce cas, nul besoin de faire parvenir un courrier à l'Agence de la biomédecine.  